# Silver League FIAF 1997
La Silver League FIAF 1997 è stata la quattordicesima edizione del secondo livello del campionato italiano di football americano (terza con la denominazione Silver League); è stato organizzato dalla Federazione Italiana American Football.

## Regular season

### Classifica

#### Girone Centro
| Pos. | Squadra            | %V   | G | V | N | P | PF  | PS  |
| ---- | ------------------ | ---- | - | - | - | - | --- | --- |
| 1    | Springjacks Fiuggi | .688 | 8 | 5 | 1 | 2 | 140 | 71  |
| 2    | Renegades Firenze  | .500 | 8 | 4 | 0 | 4 | 155 | 110 |
| 3    | Crusaders Cagliari | .000 | 8 | 0 | 0 | 8 | 34  | 328 |

#### Girone Nord
| Pos. | Squadra            | %V   | G | V | N | P | PF  | PS  |
| ---- | ------------------ | ---- | - | - | - | - | --- | --- |
| 1    | Nightmare Piacenza | .889 | 9 | 8 | 0 | 1 | 231 | 56  |
| 2    | Aquile Ferrara     | .889 | 9 | 8 | 0 | 1 | 206 | 71  |
| 3    | Muli Trieste       | .333 | 9 | 2 | 2 | 5 | 57  | 130 |
| 4    | Saints Padova      | .167 | 9 | 1 | 1 | 7 | 59  | 206 |

## Playoff
|  | Semifinali | Semifinali         | Semifinali |                    |    | IX SilverBowl      | IX SilverBowl | IX SilverBowl |  |
|  |            |                    |            |                    |    |                    |               |               |  |
|  | 1N         | Nightmare Piacenza | 20         |                    |    |                    |               |               |  |
|  | 1N         | Nightmare Piacenza | 20         |                    |    |                    |               |               |  |
|  | 2N         | Aquile Ferrara     | 0          |                    |    |                    |               |               |  |
|  | 2N         | Aquile Ferrara     | 0          |                    | 1N | Nightmare Piacenza | 21            |               |  |
|  |            |                    |            |                    | 1N | Nightmare Piacenza | 21            |               |  |
|  |            |                    | 1C         | Springjacks Fiuggi | 20 |                    |               |               |  |
|  | 1C         | Springjacks Fiuggi | 1C         | Springjacks Fiuggi | 20 | 26                 |               |               |  |
|  | 1C         | Springjacks Fiuggi |            |                    |    |                    |               |               |  |
|  | 2C         | Renegades Firenze  | 6          |                    |    |                    |               |               |  |

### IX SilverBowl
Il IX SilverBowl si è disputato domenica 22 giugno 1997 a Piacenza. L'incontro è stato vinto dai Nightmare Piacenza sugli Springjacks Fiuggi con il risultato di 21 a 20.

## Verdetti
- Nightmare Piacenza vincitori del SilverBowl IX e promossi in Golden League.